# 2010年亞洲運動會網球比賽
2010年亞洲運動會網球比賽於11月13日至23日在广东奥林匹克网球中心舉行，共產生7枚金牌。

## 獎牌統計
| 排名 | 国家／地区      | 金牌 | 银牌 | 铜牌 | 總數 |
| ---- | --------------- | ---- | ---- | ---- | ---- |
| 1    | 中华台北（TPE） | 3    | 2    | 1    | 6    |
| 2    | 印度（IND）     | 2    | 1    | 2    | 5    |
| 3    | 中国（CHN）     | 2    | 1    | 1    | 4    |
| 4    | （UZB）         | 0    | 3    | 0    | 3    |
| 5    | 日本（JPN）     | 0    | 0    | 6    | 6    |
| 6    | 韩国（KOR）     | 0    | 0    | 2    | 2    |
| 6    | 泰国（THA）     | 0    | 0    | 2    | 2    |
| 總計 | 總計            | 7    | 7    | 14   | 26   |

## 各項成績
| 項目             | 金牌                                                        | 银牌                                                                            | 铜牌 |
| 男子團體（詳細） | 中华台北（TPE） · 陳迪 · 盧彥勳 · 楊宗樺 · 易楚寰           | （UZB） · 丹尼斯·伊斯托明 · 法魯赫·杜斯托夫 · 穆拉德·伊諾亞托夫 · 瓦扎·烏扎科夫 | 日本（JPN） · 鈴木貴男 · 松井俊英 · 添田豪 · 伊藤龍馬 印度（IND） · 賈格迪桑·維什努瓦爾丹 · 卡蘭·拉斯托吉 · 薩納姆·克裡尚·辛格 · 索姆德夫·基肖爾·德瓦爾曼 |
| 男子單打（詳細） | 山德夫·狄瓦曼（印度）                                       | 丹尼斯·伊斯托明（）                                                             | 添田豪（日本） · 伊藤龍馬（日本） |
| 男子雙打（詳細） | 印度（IND） · 索姆德夫·基肖爾·德瓦爾曼 · 薩納姆·克裡尚·辛格 | 中国（CHN） · 公茂鑫 · 李喆                                                     | 中华台北（TPE） · 李欣翰 · 易楚寰 · 韩国（KOR） · 金俔俊 · 趙崇宰                                                                                         |
| 女子團體（詳細） | 中国（CHN） · 李娜 · 彭帥 · 晏紫 · 張帥                     | 中华台北（TPE） · 謝淑薇 · 詹詠然 · 張凱貞 · 莊佳容                             | 日本（JPN） · 不田涼子 · 森田阿尤美 · 土居美笑 · 伊達公子 泰国（THA） · 努尼達·琅南 · 諾巴萬·勒七瓦甘 · 塔瑪琳·塔納蘇甘 · 瓦拉差亞·翁甸猜                 |
| 女子單打（詳細） | 彭帥（中国）                                                | 阿克居爾·阿曼姆拉多娃（）                                                       | 薩尼婭·米爾紮（印度） · 伊達公子（日本） |
| 女子雙打（詳細） | 中华台北（TPE） · 詹詠然 · 莊佳容                           | 中华台北（TPE） · 張凱貞 · 謝淑薇                                               | 韩国（KOR） · 金昭貞 · 李珍雅 · 中国（CHN） · 彭帥 · 晏紫                                                                                                 |
| 混合雙打（詳細） | 中华台北（TPE） · 楊宗樺 · 詹詠然                           | 印度（IND） · 賈格迪桑·維什努瓦爾丹 · 薩尼婭·米爾扎                             | 日本（JPN） · 近籐大生 · 瀨間友裡加 · 泰国（THA） · 訕猜·拉迪瓦達那 · 撻瑪茵·塔娜蘇甘                                                                     |